# Hemospermie
Hemospermie of hematospermie is een aandoening waarbij bloed in het sperma voorkomt. Deze aandoening komt vaak voor, maar heeft meestal geen ernstige oorzaak. Zo kan er een bloedvaatje in de testikel of in de bijbal geknapt zijn.

## Mogelijke oorzaken
- Spontaan bloedende fijne bloedvaatjes
- Seksuele onthouding (bij een eerste keer seks na een periode zonder is de kans op bloed in het sperma groter)
- Prostatitis ontsteking van de prostaat, plasbuis of zaadblaasjes
- Aandoeningen van de plasbuis (poliepen, vergroeiingen, enz.)
- Gebruik van anticoagulantia
- Operatie of onderzoek
- Hoge bloeddruk
- Bloedstollingstoornissen

Zeldzamer
- Prostaatkanker (vooral bij mannen boven de 50)
- Tuberculose
- Teelbalkanker
- Kanker in de zaadblaasjes

## Diagnose/behandeling
De arts zal de patiënt grondig onderzoeken en de gevonden oorzaak behandelen. Als er niets gevonden wordt, zal hij bij jonge mannen (onder de 40) eerst een drietal maanden afwachten. Bij jonge mannen verdwijnt het bloed meestal binnen de maand.
Mannen boven de 40, waarbij geen oorzaak wordt gevonden, moeten een uitgebreid onderzoek ondergaan om er zeker van te zijn dat er niets over het hoofd wordt gezien.
Vaak is het aan te raden een veertiendaagse rustkuur (zonder zaadlozing) in te lassen.